# Klein St. Arnold (Arnoldsweiler)

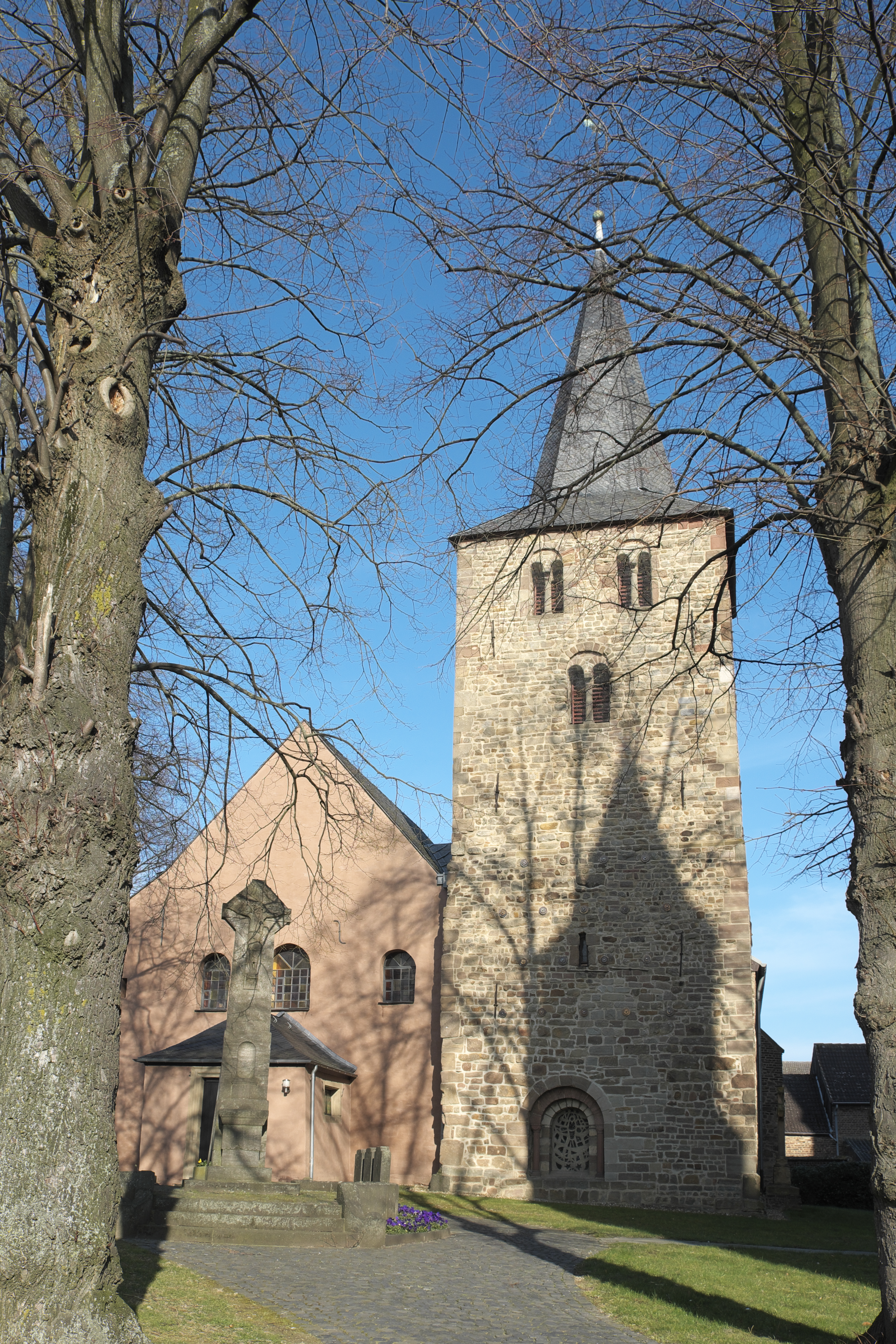
Klein St. Arnold in Arnoldsweiler

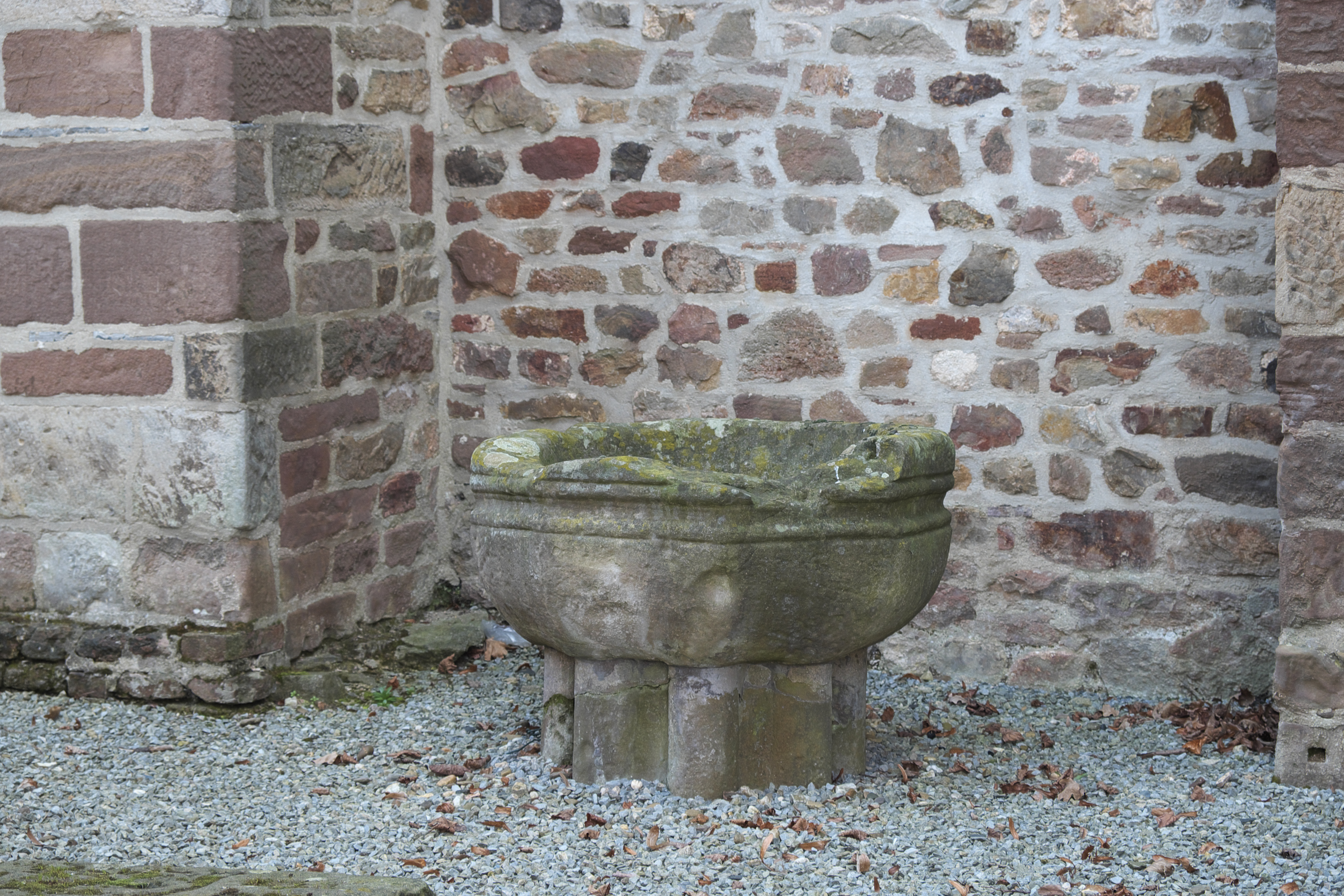
Taufbecken in der Ruine

Klein St. Arnold, auch Arnolduskapelle genannt, ist eine römisch-katholische Filial- und Wallfahrtskirche im Dürener Stadtteil Arnoldsweiler im Kreis Düren in Nordrhein-Westfalen. In ihr befindet sich das Grab des hl. Arnold von Arnoldsweiler, dem sie auch geweiht ist. Jährlich im Juli ist sie das Ziel von Wallfahrern zum Arnoldusgrab (Gedenktag 18. Juli). Zwischen 1159 und 1902 war sie die Pfarrkirche des Ortes. 
Das Bauwerk ist unter Nummer 13/1 in die Liste der Baudenkmäler in Düren eingetragen.

## Lage
Das Kirchengebäude befindet sich im Ortskern von Arnoldsweiler auf leicht erhöhter Position an der Vikar-Klein-Straße. Direkt daneben steht südlich die neue Pfarrkirche. Die Außenanlage wird zum Teil noch von der alten Kirchhofmauer umgeben, in welche 1912 die vom Kölner Bildhauer Nikolaus Steinbach angefertigten Sieben Fußfälle eingearbeitet wurden. Im Westen vor dem Eingangsportal befindet sich seit Anfang der 1920er Jahre das Kriegerdenkmal, das nach einem Entwurf des Kölner Architekten Heinrich Renard erbaut worden ist.

## Geschichte
Im Jahr 922 wurde eine Kirche in Arnoldsweiler, welches zu dieser Zeit noch Ginizwilre hieß, das erste Mal urkundlich erwähnt. Seit dieser ersten Erwähnung bis zur französischen Besatzung des Rheinlandes besaß das Patronat von Arnoldsweiler das Ursulastift in Köln. Um das Jahr 1159 wurde Arnoldsweiler zur eigenständigen Pfarrei erhoben.
Die alte Kirche sollte 1895 abgerissen werden. Bereits im Jahr 1893 war  beschlossen worden, eine neue Kirche zu bauen. Das Kölner Generalvikariat mit Domkapitular Arnold Steffens und der Konservator der Rheinprovinz, Paul Clemen, setzten sich für einen Erhalt der alten Kirche ein. Um Platz für das neue Gotteshaus zu schaffen, wurde stattdessen das Pfarrhaus abgerissen. In den Jahren 1899 bis 1902 wurde die neue Kirche Groß St. Arnold nach Plänen von Theodor Roß errichtet.

## Baugeschichte und Beschreibung
Klein St. Arnold ist eine unregelmäßige dreischiffige Anlage des 11. bis 18. Jahrhunderts, wovon der Turm, die Westpartie und das südliche Seitenschiff vollständig und der Chor und das nördliche Seitenschiff teilweise als Ruine erhalten sind. 
Die ältesten Teile der Arnolduskapelle bzw. Klein St. Arnold stammen aus dem 11. Jahrhundert. Die Vorgängerkirche wurde in einer Urkunde vom 11. August 922 zusammen mit einer zweiten Kirche genannt. Es kann sich aber auch um ein und dieselbe Kirche handeln. Aus dem 11. Jahrhundert stammen die drei unteren Geschosse des Turmes. Daran schloss sich zu dieser Zeit eine einfache, flachgedeckte Saalkirche an, Teile der Südwand stammen noch aus dieser Zeit. Im 12. Jahrhundert wurde der Turm um ein viertes Geschoss erhöht und erhielt das Westportal, welches heute ein Fenster ist. Außerdem wurde an die Nordseite der Saalkirche wahrscheinlich im 12. Jahrhundert ein größeres Schiff gesetzt, wodurch eine zweischiffige Anlage entstanden war. Dies geschah vermutlich im Zuge der Pfarrerhebung Arnoldsweilers. 

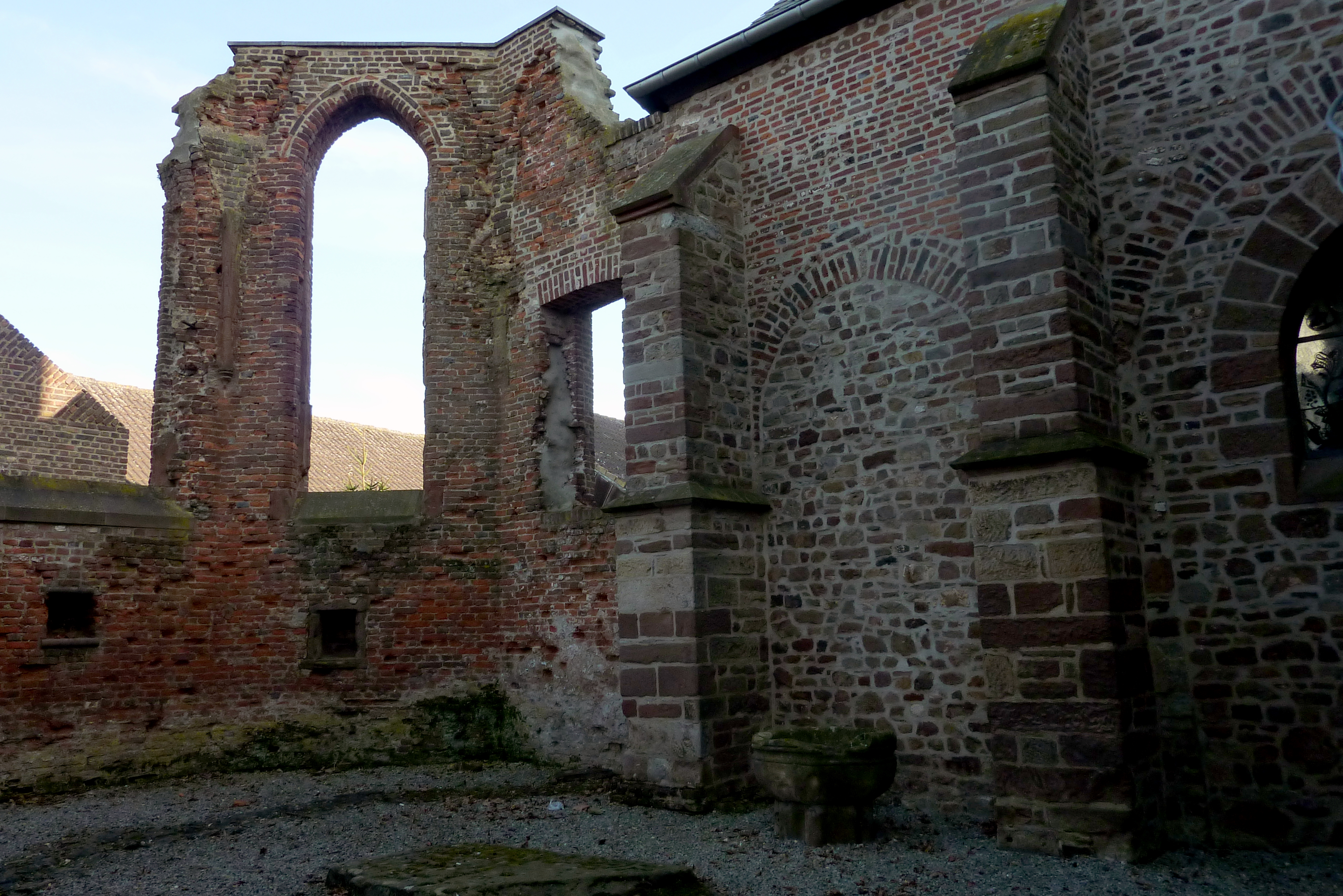
Ruine des Mittelschiffs

Im 15. Jahrhundert wurde das Gotteshaus umgebaut. Das südliche Seitenschiff erhielt den heutigen, ungleichmäßig dreiseitig geschlossenen Chor und eine Einwölbung mit Kreuzrippengewölben. Das nördlich angebaute Hauptschiff erhielt ebenfalls einen dreiseitig geschlossenen Chor und vermutlich ebenfalls ein Gewölbe. Diese Veränderungen wurden im Baustil der Gotik ausgeführt. Durch einen Brand im 17. Jahrhundert wurde die Kirche sehr stark beschädigt. Das Mittelschiff stürzte zu großen Teilen ein, der westliche Teil des Gewölbes im südlichen Seitenschiff stürzte ebenfalls ein und der Glockenturm wurde auch stark beschädigt. 

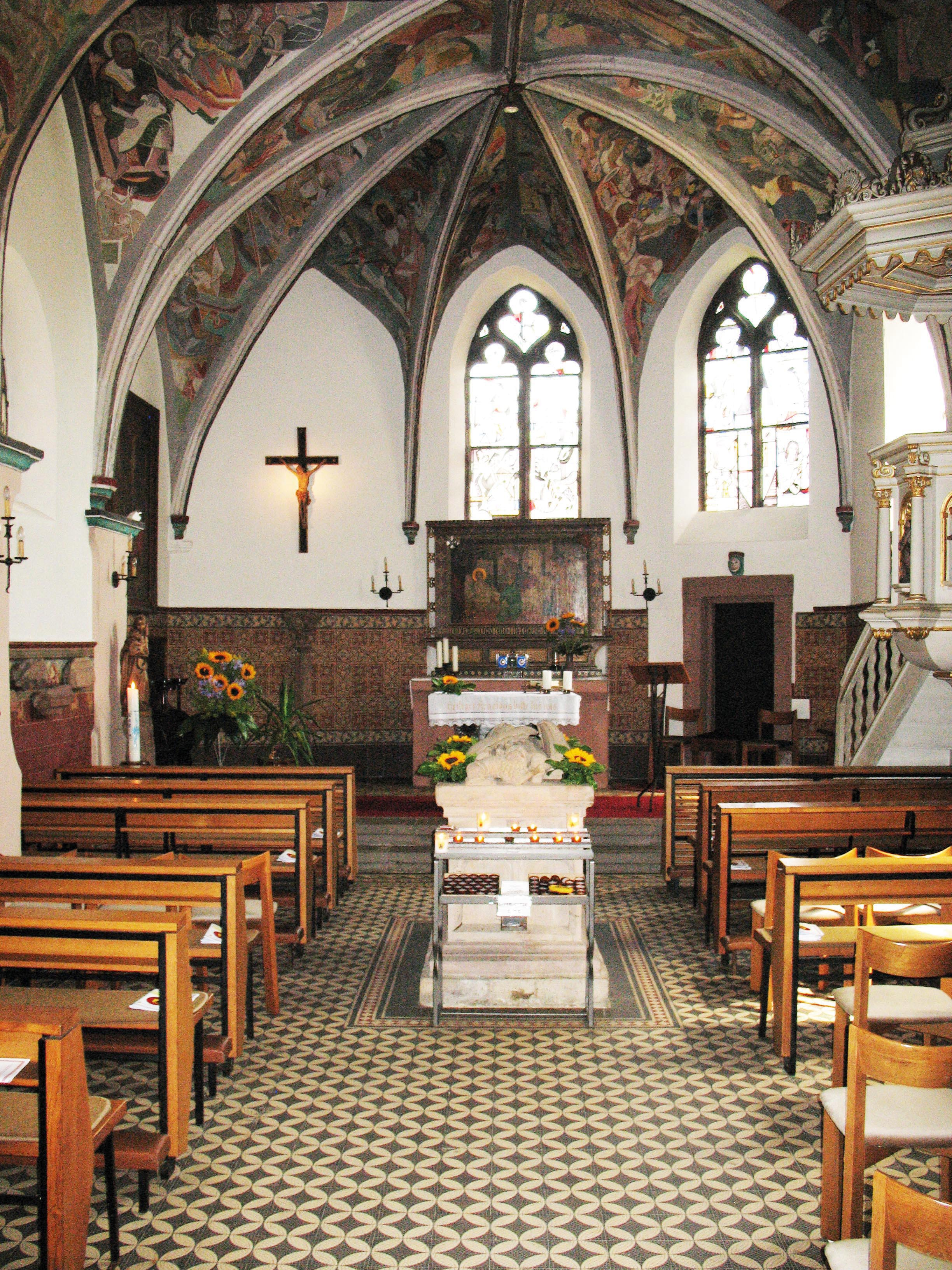
Innenraum der Arnolduskapelle

Um das Jahr 1671 wurde die Kirche verändert wiederaufgebaut. Dabei wurden alle erhaltenen Reste wiederverwendet. Im südlichen Seitenschiff wurden an der Südwand, die noch heute eine frühromanische Gliederung durch Lisenen aufweist, die heutigen großen Fensteröffnungen angebracht und das im westlichen Teil eingestürzte Gewölbe durch ein Kreuzgratgewölbe ersetzt. Das gotische Kreuzrippengewölbe im Ostteil blieb bestehen. Das Mittelschiff wurde mit einem größeren, dreiseitig geschlossenen Chor und einem hölzernen Tonnengewölbe wiedererrichtet. Außerdem wurde an der Nordseite des Hauptschiffes ein nördliches Seitenschiff in Formen des Barock angebaut. Dadurch war eine dreischiffige, ungleichmäßige Anlage entstanden. Interessant ist, dass der neue Chor in Formen der Gotik gebaut wurde, obwohl alle anderen Änderungen in Formen des zeittypischen Barock ausgeführt worden sind. Dem Hauptschiff wurde außerdem noch eine rechteckige Vorhalle im Westen angefügt.
Gegen Ende des 19. Jahrhunderts verfiel die alte Kirche zusehends. Der in Niederzier geborene Kölner Domkapitular Arnold Steffens setzte sich nach 1902 persönlich für die Renovierung von Klein St. Arnold ein. Auch der Provinzialkonservator der Rheinprovinz Paul Clemen und der Kölner Unternehmer Arnold von Guilleaume setzten sich mit ihrer finanziellen Unterstützung für den Erhalt von Klein St. Arnold ein. Das ehemalige, um 1700 erbaute Mittelschiff mit einer 1978 wiederentdeckten Gruft und einer Grabplatte aus der Zeit vor 1600 wurde als Ruine gerettet. In der 1906/07 nach Plänen von Ludwig Arntz renovierten Kirche befindet sich das Grab von Arnold von Arnoldsweiler. Im Zweiten Weltkrieg wurde die Kirche stark beschädigt. Vermutlich durch die Erschütterung eines nahen Bombeneinschlags neigte sich der Kirchturm und drohte einzustürzen, was jedoch glücklicherweise 1947 durch eine Renovierung verhindert werden konnte. Trotzdem steht der Turm seitdem schief, weshalb auch keine Glocken mehr im Turm hängen.
Im Dezember des Jahres 1961 brannte der Dachstuhl des Kirchenschiffes und wurde dadurch vollständig zerstört. Durch die Löscharbeiten wurden zudem die Gewölbemalereien im Innenraum beschädigt. Darauf musste ein neuer Dachstuhl errichtet und die Malereien restauriert werden.

## Ausmalung von Peter Hecker

### Fresken in der Arnolduskapelle

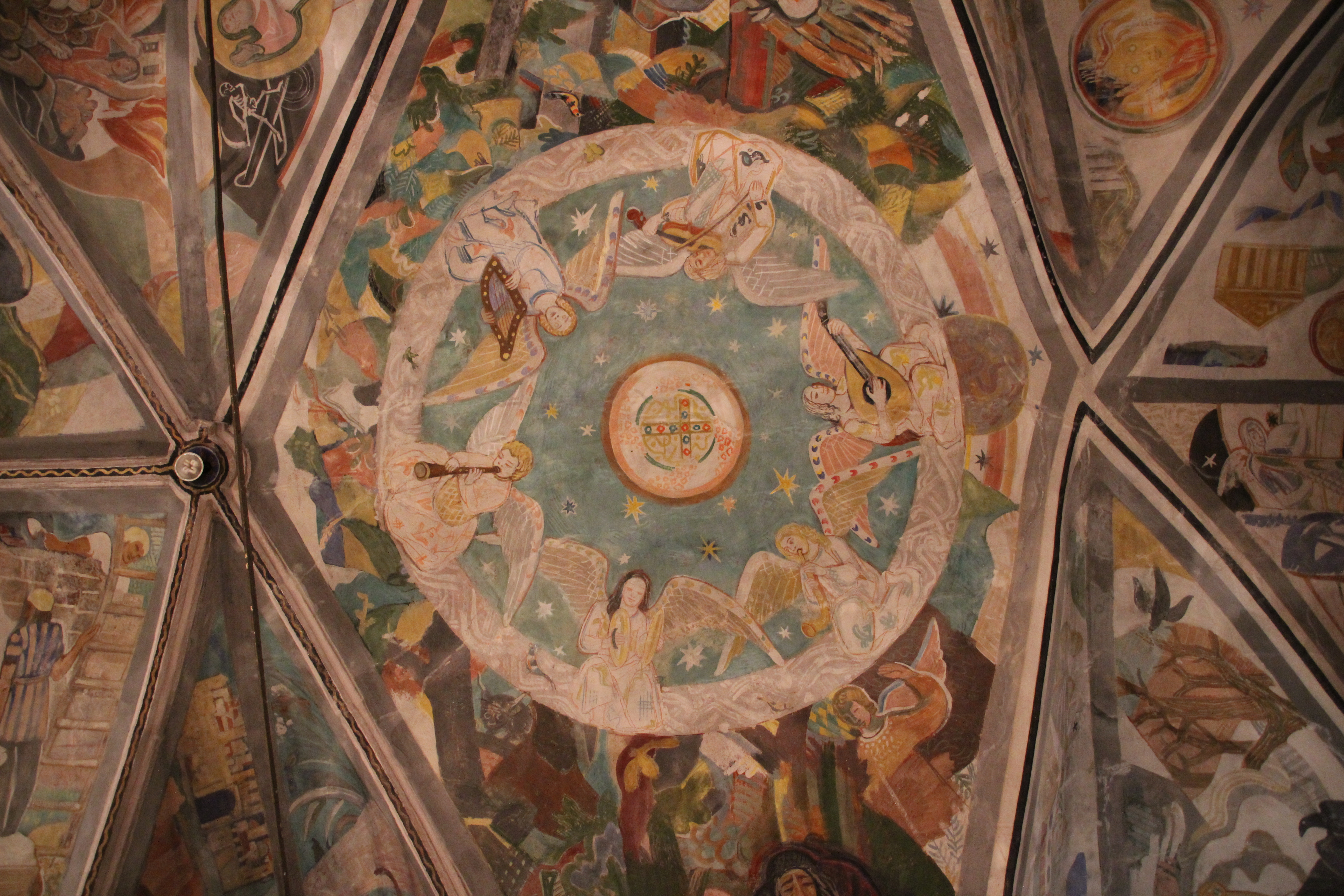
Engelreigenüber dem Hochgrab

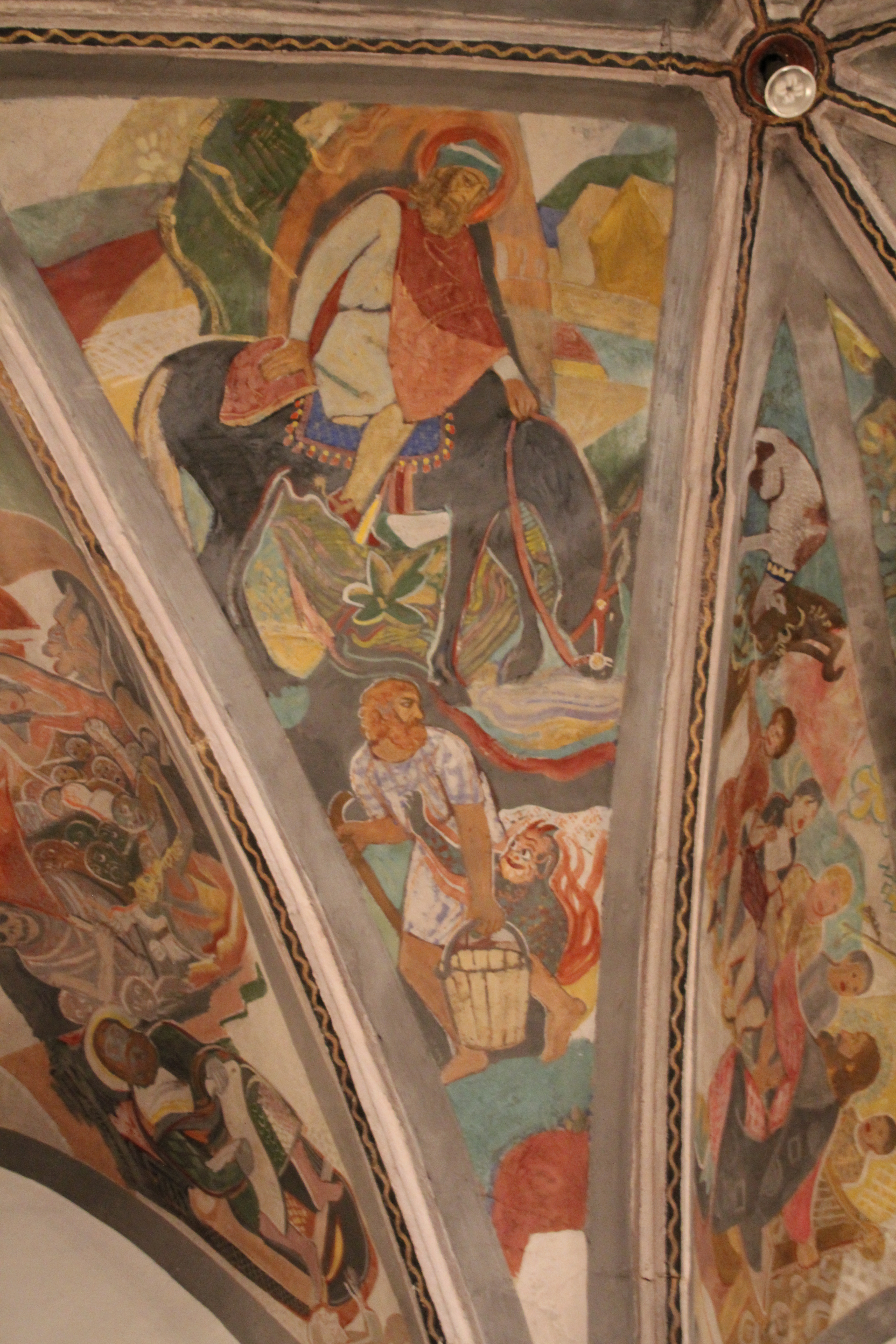
Arnold an einer Quelle

In den Jahren 1913 und 1914 malte der Kölner Künstler Peter Hecker die Gewölbe der Arnolduskapelle, womit das Kirchenschiff und frühere südliche Seitenschiff gemeint ist, mit Fresken aus dem Leben des heiligen Arnoldus das erste Mal aus. Es war das erste große Werk des Künstlers. Als Vorlage diente ihm die Lebensbeschreibung des hl. Arnold, welche aus dem 12. Jahrhundert stammen soll. Diese Gemälde wurden im Zweiten Weltkrieg stark beschädigt und teilweise zerstört. So bat ihn der damalige Arnoldsweiler Pfarrer Johannes Dautzenberg, den Innenraum erneut auszumalen. So malte Peter Hecker 1952 Klein St. Arnold nochmals aus, wobei die vorhandenen Bemalungsreste als Grundlage der neuen Bilder dienten. Dabei fügte Hecker auch Szenen aus der Zeit des Nationalsozialismus ein. Folgende Bilder sind zu sehen: 
1. Arnold in seiner Heimat Griechenland
2. Arnold gelangt an den Hof Karls des Großen
3. Arnold kniet harfespielend vor der Muttergottes
4. Waldarbeiter
5. Notleidende Bevölkerung (Bezug zum Krieg)
6. Aufbegehrende Bevölkerung und Teufel mit Freiheitsfahne (Bezug zum Krieg)
7. Arnold sitzt auf einem wassertrinkenden Pferd, welches von kleinen Teufeln belästigt wird
8. Arnold unterrichtet Kinder
9. Waldarbeiter kommen bittend zu Arnold
10. Arnold besucht Gefangene und bringt ihnen Nahrung
11. Arnold spielt Harfe vor Tieren im Wald
12. Jagdszene
13. Arnold spielt Harfe vor rastenden Jagdleuten
14. Arnold kniet bittend vor Karl dem Großen beim Mittagsmahl
15. Arnold übergibt einem Armen seinen Mantel
16. Arnold kerbt beim Umritt des Bürgewaldes mit dem Schwert Markierungen in die Bäume
17. Begräbnis Karls des Großen
18. Arnold lässt die Arnoldsweiler Kirche bauen
19. Arnold pilgert nach Santiago de Compostela
20. Arnold wirft seinen Ring in den Fluss Gironde
21. Einem Verwundeten wird geholfen (Bezug zum Krieg)
22. Mann überreicht Arnold einen Ring, welcher in einem Fisch gefunden wurde
23. Arnold sitzt auf dem Krankenbett und verteilt seinen Besitz samt Harfe an die Armen
24. Arnold im Himmel, er ist von Engeln umgeben
25. Über dem Hochgrab in der Mitte: Musizierender Engelreigen.[10][11]

### Fresken in der Taufkapelle

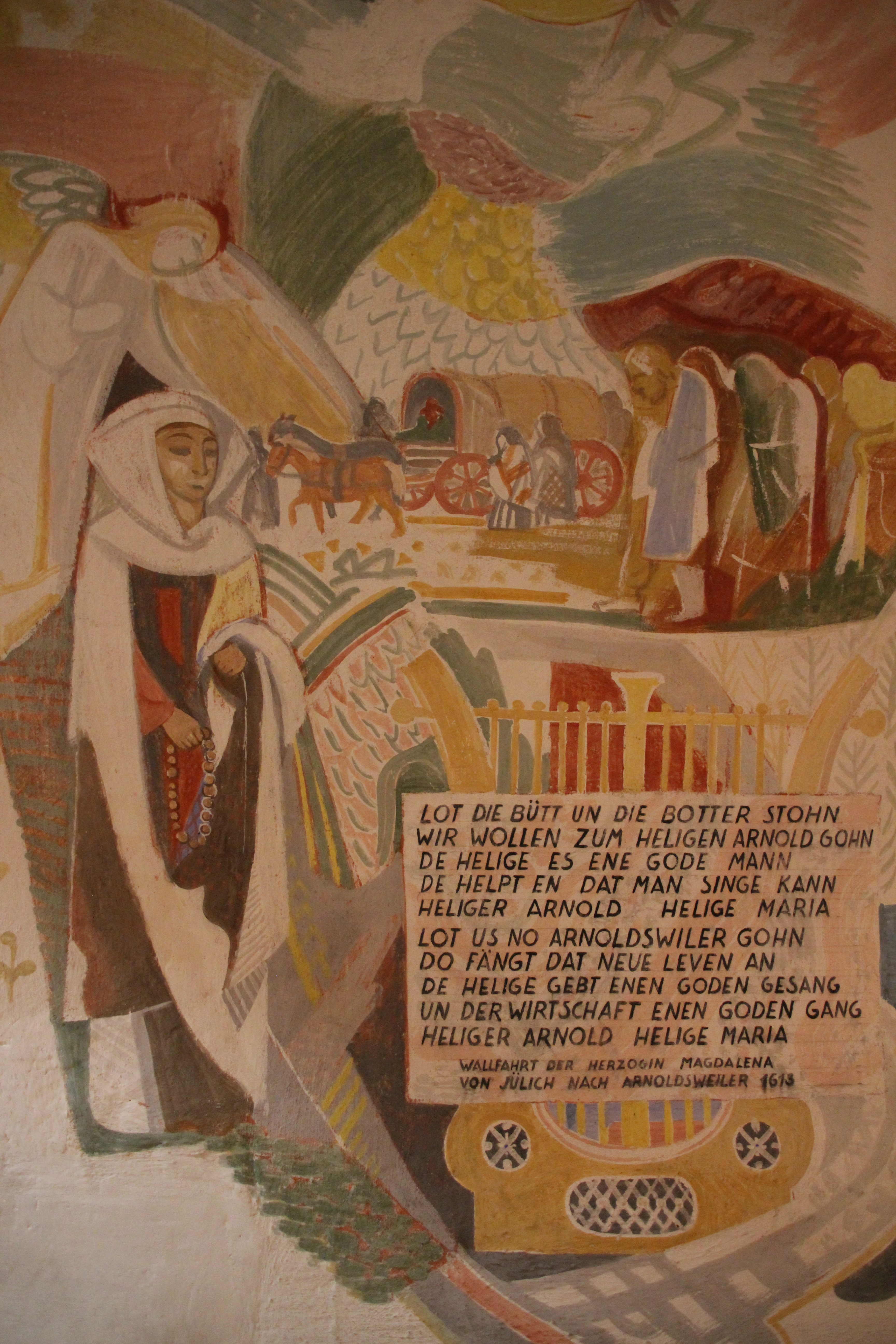
Wallfahrt der Herzogin Magdalena von Jülich nach Arnoldsweiler 1613

In der Taufkapelle, die sich in der Turmhalle befindet und sich im Westen der Arnolduskapelle anschließt, sind ebenfalls Fresken von Peter Hecker aus dem Jahr 1952 zu sehen. Im Gegensatz zur Arnolduskapelle sind diese an den vier Wänden aufgemalt. Hier befindet sich auch ein Selbstbildnis des Künstlers von 1913, welches er 1952 etwas in Secco übermalte. Ansonsten ist auf der Westwand Abraham und sein Neffe Lot, auf der Nordwand der harfespielende David mit Saul, auf der Ostwand der Prophet Elija und die Witwe von Sarepta sowie auf der Südwand Tobit und sein Sohn Tobias. Diese vier Szenen stammen alle aus dem Alten Testament. Hier wird das Leben und Wirken des hl. Arnold mit biblischen Gestalten verglichen.  
Im Durchgang zur Kriegergedächtniskapelle ist auf der Ostwand Herzogin Magdalena von Jülich bei ihrer Wallfahrt nach Arnoldsweiler im Jahr 1613 dargestellt. Dazu malte Hecker auch einen alten Wallfahrtsspruch auf. Auf der gegenüberliegenden Seite ist das Konterfei des früheren Arnoldsweiler Pfarrers Johannes Dautzenberg dargestellt. 

### Fresken in der Kriegergedächtniskapelle
Nachdem Hecker 1952 Tauf- und Arnolduskapelle ausgemalt hatte, wurde er auch mit der Ausmalung der Kriegergedächtniskapelle beauftragt, die sich im westlichen Teil des ehemaligen Mittelschiffs befindet. Bereits im August des Jahres 1954 lagen Vorentwürfe zur Gestaltung dieses Raumes vor. 1955 schließlich malte er auf die Südwand das Fresko Die Frau und der Drache aus der Offenbarung des Johannes und auf die Nordwand den gekreuzigten Jesus, der sich der Gefallenen der Weltkriege annimmt. Weiterhin sind in der Kriegergedächtniskapelle die vier Apokalyptischen Reiter, ebenfalls aus der Offenbarung des Johannes, und an der Decke die Tierkreiszeichen zu sehen.

## Ausstattung

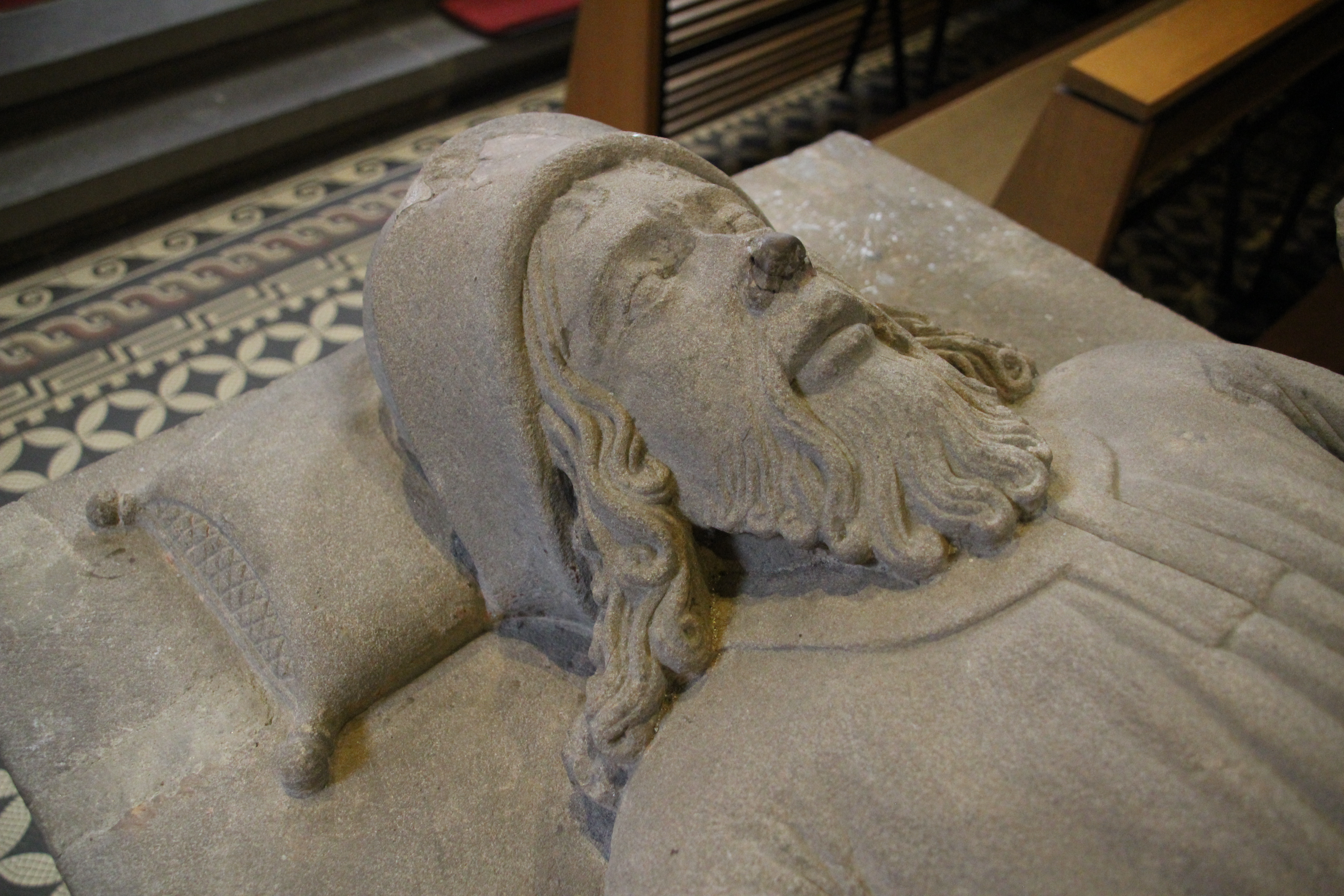
Hochgrab des hl. Arnold

Neben den bereits erwähnten Malereien von Peter Hecker befinden sich noch zahlreiche weitere Ausstattungsstücke im Innern der alten Pfarrkirche. In der Mitte der Arnolduskapelle befindet sich die Tumba des hl. Arnold aus der ersten Hälfte des 15. Jahrhunderts. Sie besteht aus Sandstein und darauf ist liegend der hl. Arnold mit der Harfe in der Hand und einem Löwen zu Füßen dargestellt. Diese Sandsteinfigur gilt als eine der ältesten erhaltenen Darstellungen des Heiligen. 

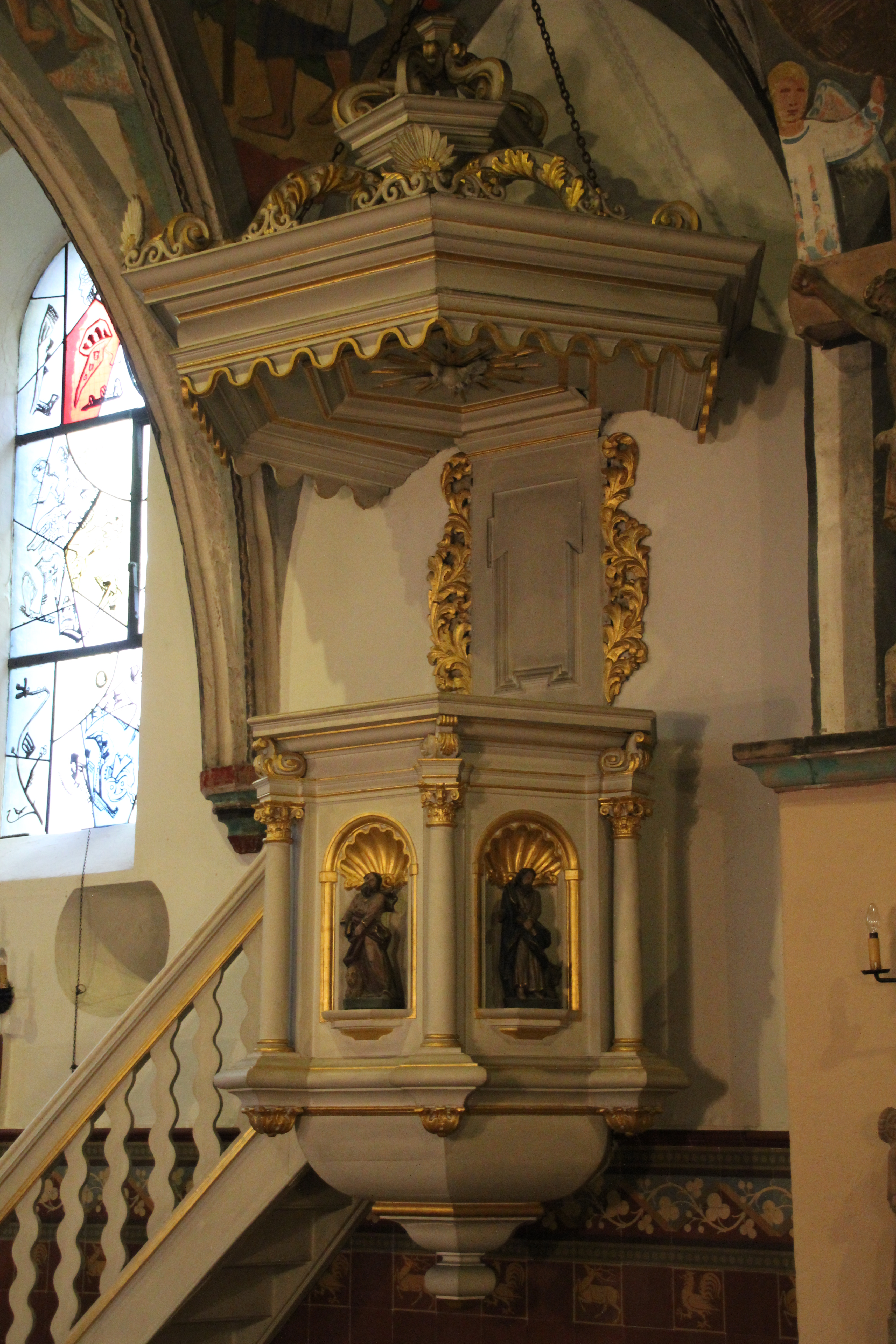
Kanzel

Die barocke Kanzel ist eine einfache Arbeit des 17. oder 18. Jahrhunderts. Sie wurde nach einem Brand der vor 1671 stattfand zusammen mit zwei barocken Altären angeschafft, die jedoch nicht erhalten sind. 1911 wurde der barocke Hochaltar durch den heutigen Hochaltar ersetzt. Er ist eine Stiftung des Kölner Domkapitulars Arnold Steffens. Der Rahmen des neuen Retabels wurde nach einem Entwurf des Kölner Architekten Heinrich Renard ausgeführt und Peter Hecker fertigte das Altarbild mit der Darstellung des sterbenden Arnoldus an. Dieser neue Altar wurde am 30. Mai 1912 konsekriert.

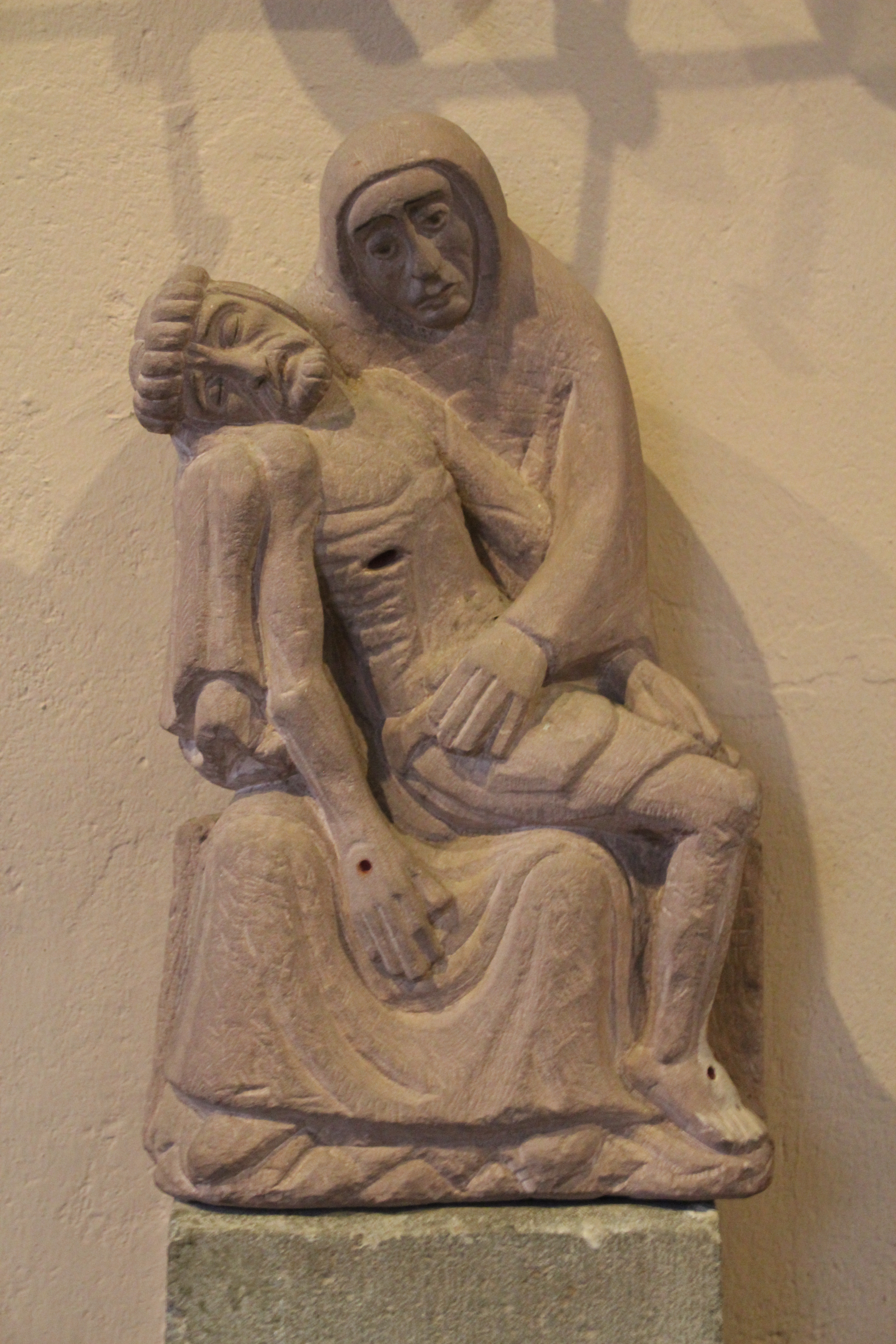
Pietà von Josef Jansen, 1973

Weiterhin befinden sich im Innenraum zwei gestiftete Gemälde. Das eine schuf Hugo Kohl 1889. Es zeigt den hl. Arnold mit einem Waldarbeiter und dessen Sohn und wurde von Arnold Janssen, dem Gründer der Steyler Missionare, gestiftet. Das zweite Gemälde zeigt die Kreuzigungsszene. Es ist eine Stiftung des Arnoldsweiler Pfarrers Johannes Baumeister aus dem Jahr 1627. Das wohl bedeutendste Kunstwerk in Klein St. Arnold ist die Anna-selbdritt-Gruppe, eine Figur eines unbekannten Künstlers von 1480.
In der Taufkapelle befindet sich ein romanischer Taufstein aus dem 12. Jahrhundert. Er stand ursprünglich in der Dürener Annakirche und wurde dort 1911 durch einen neuen ersetzt. Domkapitular Arnold Steffens ließ ihn sich schenken und in der Turmhalle von Klein St. Arnold aufstellen. Den Deckel aus Messing entwarf Heinrich Renard zusammen mit Peter Hecker, der die bildlichen Darstellungen der Paradiesströme entwarf. Ausgeführt wurde diese Arbeit von Konrad Rech aus Elberfeld.
Ebenfalls eine Schenkung von Arnold Steffens ist ein Kerzenständer von 1907. Er umschloss bis 1952 das Hochgrab und wurde dann an die Ostwand der Kriegergedächtniskapelle versetzt und leicht verändert. Steffens stiftete den Kerzenständer zur Erinnerung an den Wachszins der Bürgewaldgemeinden. Entworfen hat den Kerzenständer Landbauinspektor Ludwig Arntz.

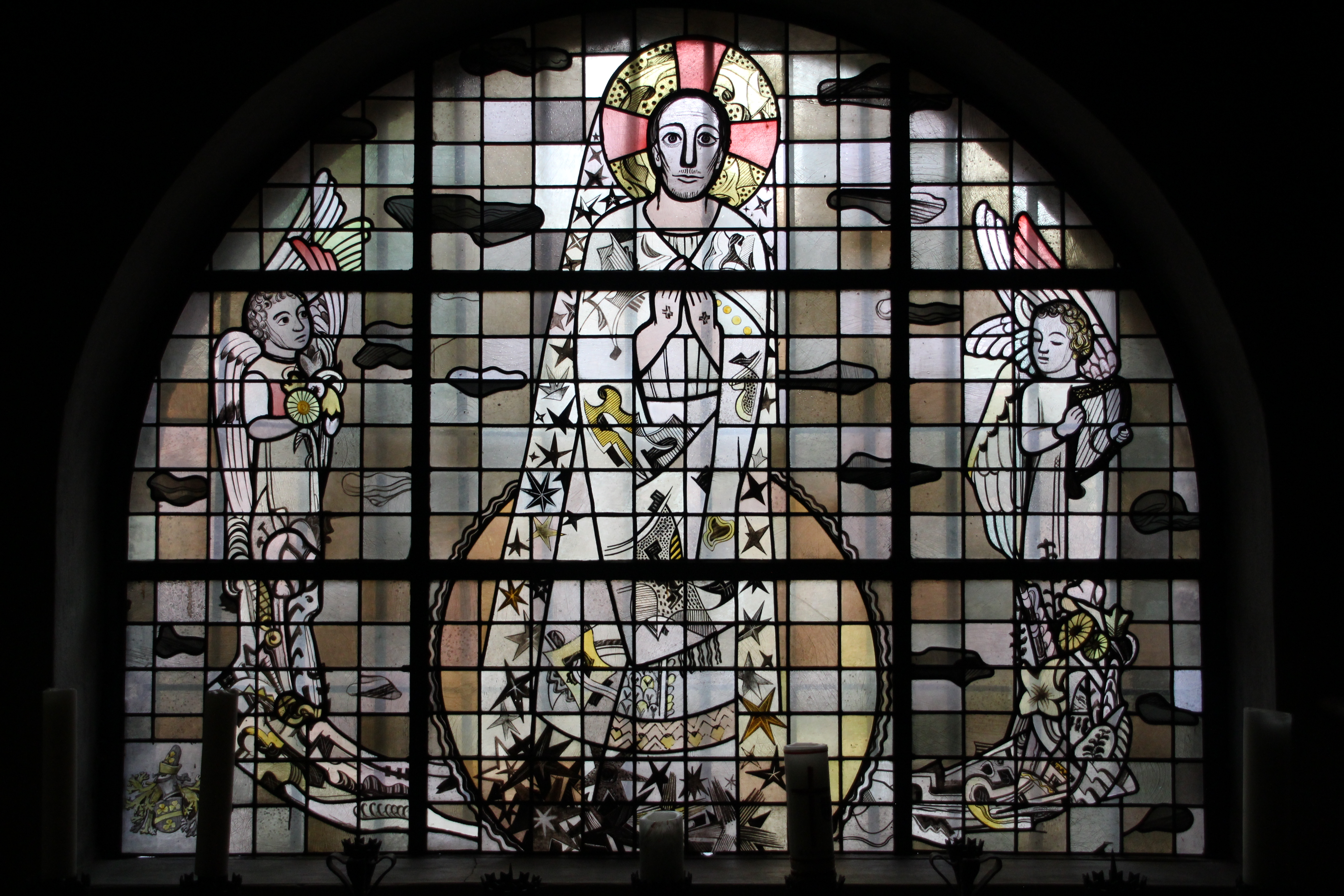
Der auferstandene Christus in der Kriegergedächtniskapelle

Die Buntglasfenster wurden alle 1952 von Peter Hecker entworfen und durch die Firma Dr. H. Oidtmann aus Linnich angefertigt und eingesetzt. In der Kriegergedächtniskapelle befindet sich das Ewig-Licht-Fenster an der Nordwand und im Osten ein großes halbrundes Fenster mit Darstellung des auferstandenen Christus. Sie stehen in engem Bezug mit den Malereien.
Die Fenster in der eigentlichen Arnolduskapelle stellen den Sonnengesang des Franz von Assisi, Engel, die Natur sowie Jubal, der als Stammvater aller Musiker gilt, dar. Das Fenster in der Taufkapelle zeigt eine Taube, die den Heiligen Geist symbolisiert.

## Orgel
Die Orgel wurde 1963 von der Firma Josef Weimbs Orgelbau in Hellenthal für die Kapelle des Franziskanerinnenklosters St. Arnold in Arnoldsweiler gebaut (heute Bürgersaal). Als dieses 1990 geschlossen wurde, schenkten die Franziskanerinnen aus Salzkotten die Orgel der Pfarrei. Das Instrument besitzt sieben Register auf einem Manual und Pedal.
| I Hauptwerk C–g3 |       |
| Gedackt          | 8′    |
| Oktav            | 4′    |
| Rohrflöte        | 4′    |
| Gemshorn         | 2′    |
| Zimbel II        | 2 ⁄3′ |

| Pedal C–f1  |     |
| Subbass     | 16′ |
| Gedacktbass | 8′  |

| I Hauptwerk C–g3 |       |
| Gedackt          | 8′    |
| Oktav            | 4′    |
| Rohrflöte        | 4′    |
| Gemshorn         | 2′    |
| Zimbel II        | 2 ⁄3′ |

| Pedal C–f1  |     |
| Subbass     | 16′ |
| Gedacktbass | 8′  |